# Artillery
Gli Artillery sono un gruppo musicale technical thrash metal danese, formatosi a Taastrup nel 1982.
Attivi soprattutto durante gli anni ottanta, nel 1990 hanno pubblicato l'album By Inheritance che sarà anche il loro lavoro di maggior successo.
L'anno successivo però, a causa di varie tensioni al loro interno, ci fu lo scioglimento della band.
Riuniti nel 1998, l'anno successivo pubblicarono il disco B.A.C.K. ma giunti nel 2000 si sciolsero nuovamente.
Nel 2007 la band decise di tornare sulle scene musicali, e a tutt'oggi è molto attiva sia nella pubblicazione di nuovi album sia nel suonare ai concerti.

## Storia

### Gli inizi (1982-1984)
Il gruppo è nato nel 1982 a Taastrup, un sobborgo di Copenaghen.
La formazione era composta dalla coppia di chitarristi Jørgen Sandau e Michael Stützer, dal bassista Morten Stützer, dal batterista Carsten Nielsen e dal cantante Per Onink.
Con questa formazione, nel 1983, venne pubblicato il loro primo demo We are the Dead.
Nel 1984 il cantante Onink decise di abbandonare il gruppo e fu sostituito da Carsten Lohmann, con cui vennero pubblicati i demo Shellshock e Deeds of Darkness (entrambi del 1984).

### Il successo (1985-1990)

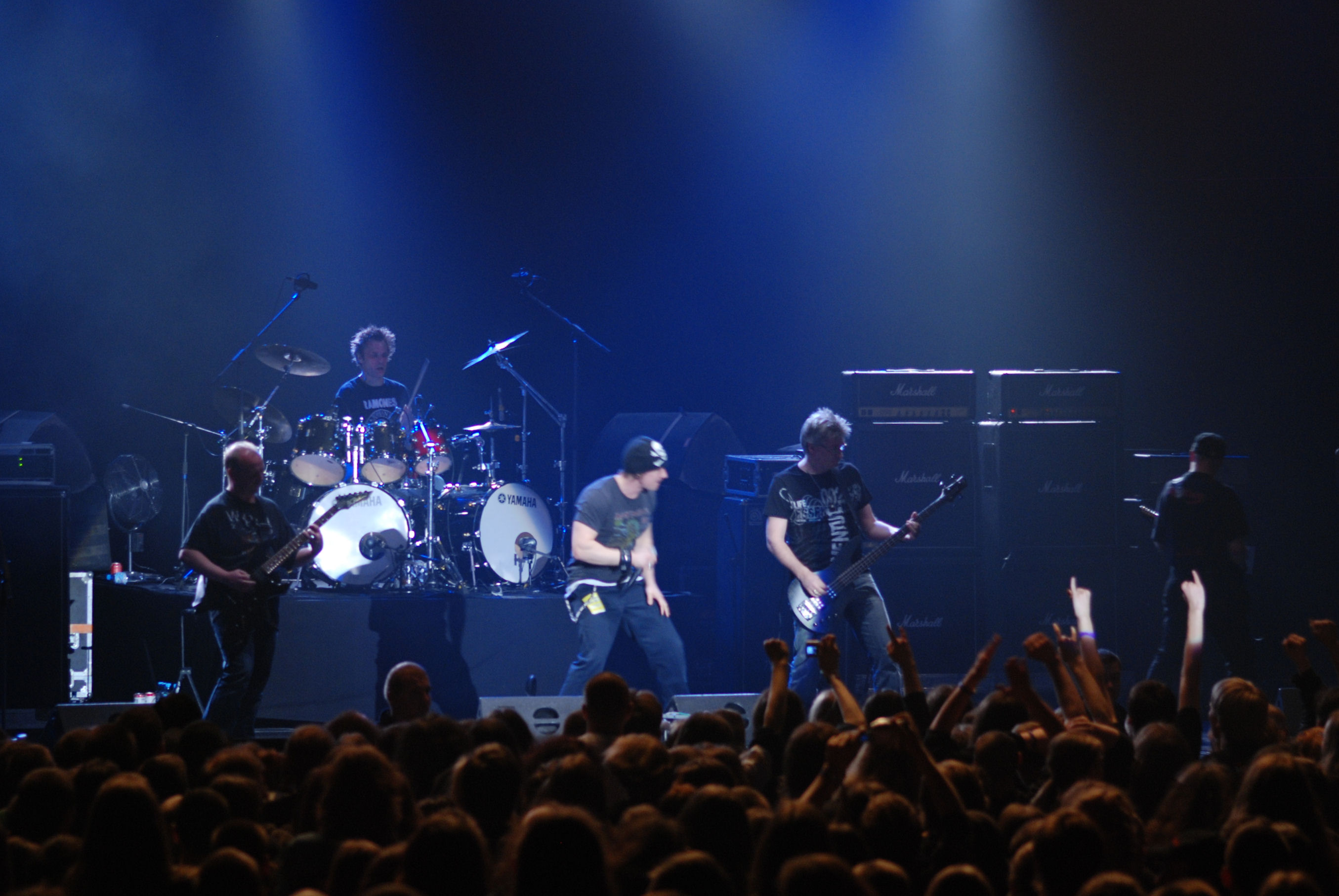
Gli Artillery dal vivo al Metalmania 2008.

Il debutto commerciale del gruppo arriva all'inizio del 1985 con l'inserimento della canzone Hey Woman nel primo volume di Speed Metal Hell, serie di raccolte pubblicate dall'etichetta discografica "New Renaissance Records".
Nello stesso anno il batterista Carsten Lohmann lascia la band e viene sostituito da Flemming Rönzdorf, e successivamente esce il primo album Fear of Tomorrow per l'etichetta Neat Records.
Il disco si presenta come un disco thrash veloce, aggressivo e molto tecnico che renderà il disco come uno dei più importanti del genere a livello europeo.
Nel 1986 la band decise di pubblicare un altro demo che darà anche il nome al loro secondo album in studio dal titolo Terror Squad.
Il disco, pubblicato nel 1987 per la Roadracer Records, non sarà al livello del precedente lavoro ma avrà da parte sua una buona produzione.
Lo stesso anno la band decise di pubblicare la loro prima raccolta intitolata Terror Squad/Fear of Tomorrow.
Nel 1989 il chitarrista Jørgen Sandau lascia la band, perciò il bassista Morten Stützer passò alla chitarra e, come bassista, viene reclutato Peter Thorslund con cui venne pubblicato il demo Khomaniac.
Nel 1990 esce l'album By Inheritance, pubblicato sempre dalla Roadracer.
Questo album, al contrario dei precedenti, sarà più sperimentale spostando la band verso nuove direzioni per gli anni novanta quasi ad anticipare quello che negli anni successivi proveranno a fare altre band.
Il disco avrà infatti al suo interno influenze heavy metal con un conseguente ammorbidimento del sound che lasciò interdetti i fan di vecchia data puristi del thrash duro e violento e per i quali l'album godeva di una pessima reputazione.
Ma, anche grazie a queste nuove influenze, sarà considerato come il disco più bello, fantasioso e variegato della loro carriera proprio in un periodo in cui molte band thrash non erano in grado di proporre un nuovo sound.
All'interno del disco sono chiare le influenze di grandi band metal quali Metallica e soprattutto Iron Maiden.
Altre interessanti particolarità di questo lavoro saranno ad esempio le ritmiche a tratti orientaleggianti in alcuni brani come ad esempio 7:00 from Tashkent o la title track o al grande vena tecnica e melodica dei membri sotto l'aspetto strumentale quasi a trarre ispirazione da band thecnical thrash metal come gli Annihilator.

### Sciogliementi e reunion (1991-2000)
Proprio in questo periodo, che li vedeva riscuotere un buon successo commerciale, soprattutto a causa di numerose tensioni al loro interno, nel 1991 la band decise di sciogliersi.
Sette anni dopo, nel 1998, la band decise di riunirsi e diede alle stampe la raccolta Deadly Relics.
Nel 1999 venne pubblicato il loro quarto album B.A.C.K., disco thrash duro e veloce che però non ebbe riscontro a livello di vendite.
Dopo questo album venne pubblicato il singolo Jester, canzone già presente nell'edizione giapponese dell'album B.A.C.K. come traccia bonus ma, nel 2000, anche a causa dello scarso successo commerciale, la band decise ancora una volta di sciogliersi.

### Il ritorno (2007-2018)

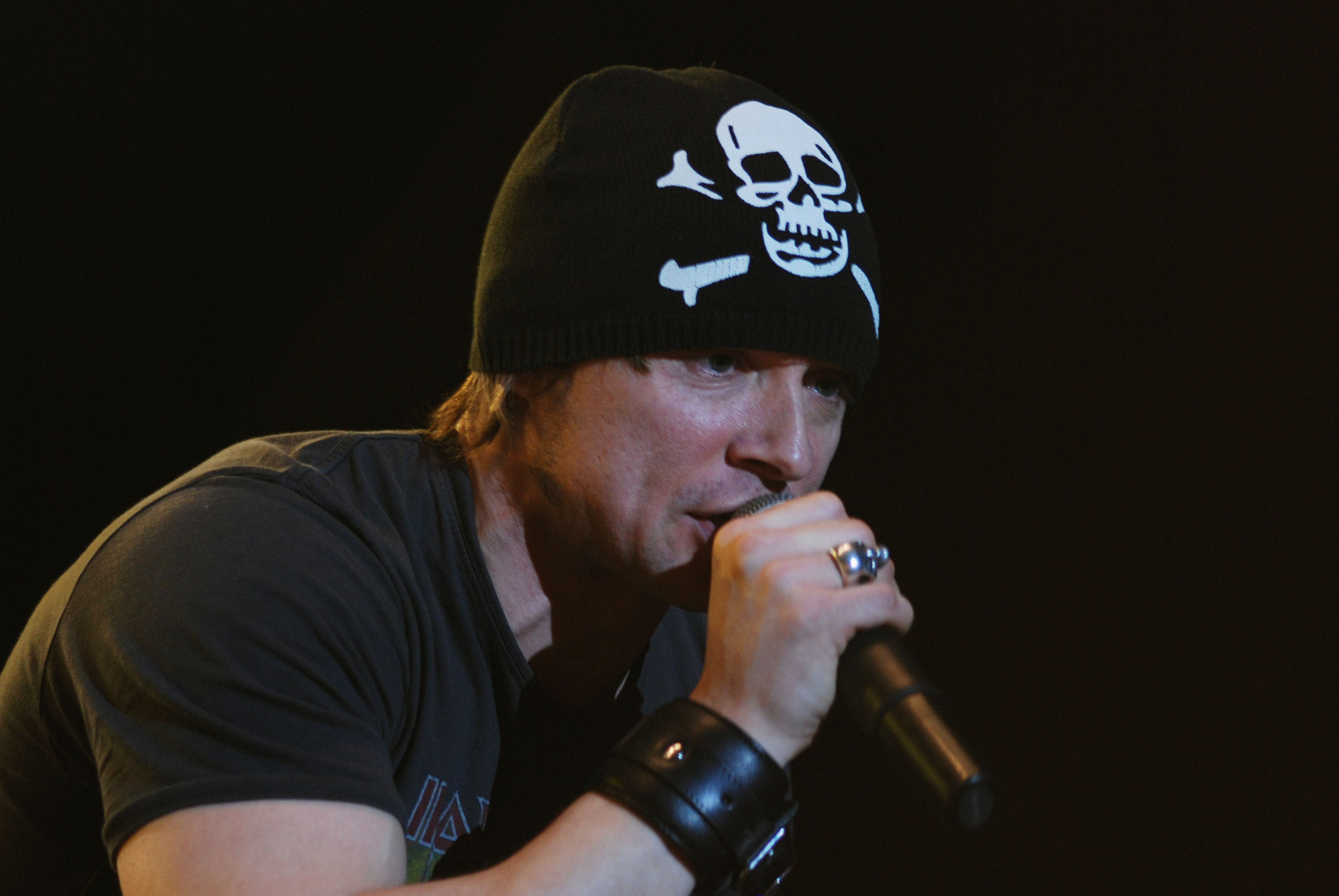
Søren Nico Adamsen, il cantante del gruppo.

Il 13 agosto 2007 il gruppo decise pubblicare un box set in edizione limitata intitolato Through the Years, contenente i 4 album della band e tutto il materiale demo.
Il 6 novembre Michael Stützer pubblica attraverso il sito ufficiale del gruppo, che gli Artillery erano nuovamente attivi ed erano già stati programmati nuovi concerti, aggiungendo che nuovo materiale era pronto e la band stava preparando un nuovo album.
Nello stesso comunicato venne anche detto che la band cercava un cantante in sostituzione di Flemming Rönsdorf, poiché non sarebbe stato più coinvolto nei progetti del gruppo. Il 27 novembre è stato ufficializzato l'arrivo del nuovo cantante, Søren Adamsen.
Nel 2008 è stato pubblicato il DVD One Foot in the Grave,The Other One in the Trash, seguito poi dall'album live omonimo.
Nell'aprile del 2009 la band ha pubblicato, con l'etichetta "Metal Mind", l'album When Death Comes, messo in commercio il 15 giugno in Europa e l'11 agosto in Nord America. Punti di forza di questo lavoro sono sia la voce di Adamsen, secondo alcuni simile a quella del cantante degli Anthrax Joey Belladonna, sia la produzione che risalta ancora di più la tecnica strumentale della band.Da questo disco in poi la band sarà molto attiva nella pubblicazione di nuovi album, oltre ad andare in tour.
Il 29 marzo 2011 è stato pubblicato il loro sesto album intitolato My Blood, ancora una volta disco molto vicino al thrash metal anni ottanta. , a cui fanno seguito altri album come Legions (2013), Penalty by Perception (2016), The Face of Fear (2018).

### Cambi di formazione (2019-oggi)
Il 2 ottobre 2019 il chitarrista e fondatore Morten Stützer muore a causa di una trombosi al cervelletto, in sostituzione subentra Kraen Meier. Col nuovo chitarrista viene pubblicato il decimo album uscito nel 2021, intitolato semplicemente X. 
Il 10 marzo 2023 la band comunica la morte del batterista Jousa Madsen a causa di un incidente stradale. Il musicista (45 anni) si trovava su una strada di campagna tra Roskilde e Copenaghen quando è stato colpito da un bus, in sostituzione viene presentato Frederik Kjelstrup Hansen. A settembre 2023 il cantante Michael Bastholm Dahl abbandona la band di comune accordo, mentre a novembre il chitarrista Kraen Meier dichiara di lasciare la band per differenze personali. A dicembre 2023 vengono annunciati il nuovo cantante Martin Steene e il chitarrista René Loua. 
Il 2 febbraio 2024, con questi nuovi musicisti, viene pubblicato il nuovo live-album “Raw Live (At Copenhell)”.

## Formazione

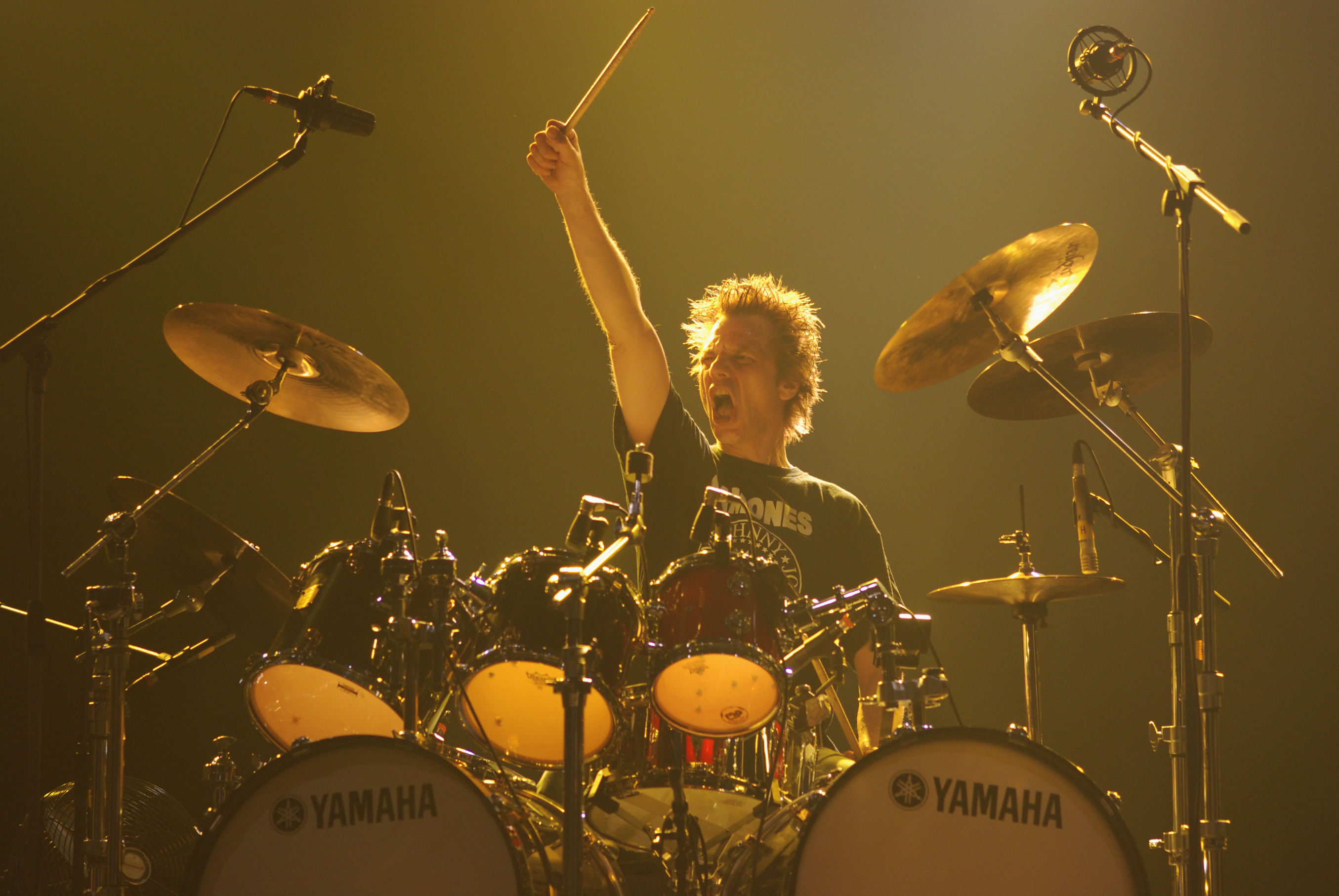
Carsten Nielsen.

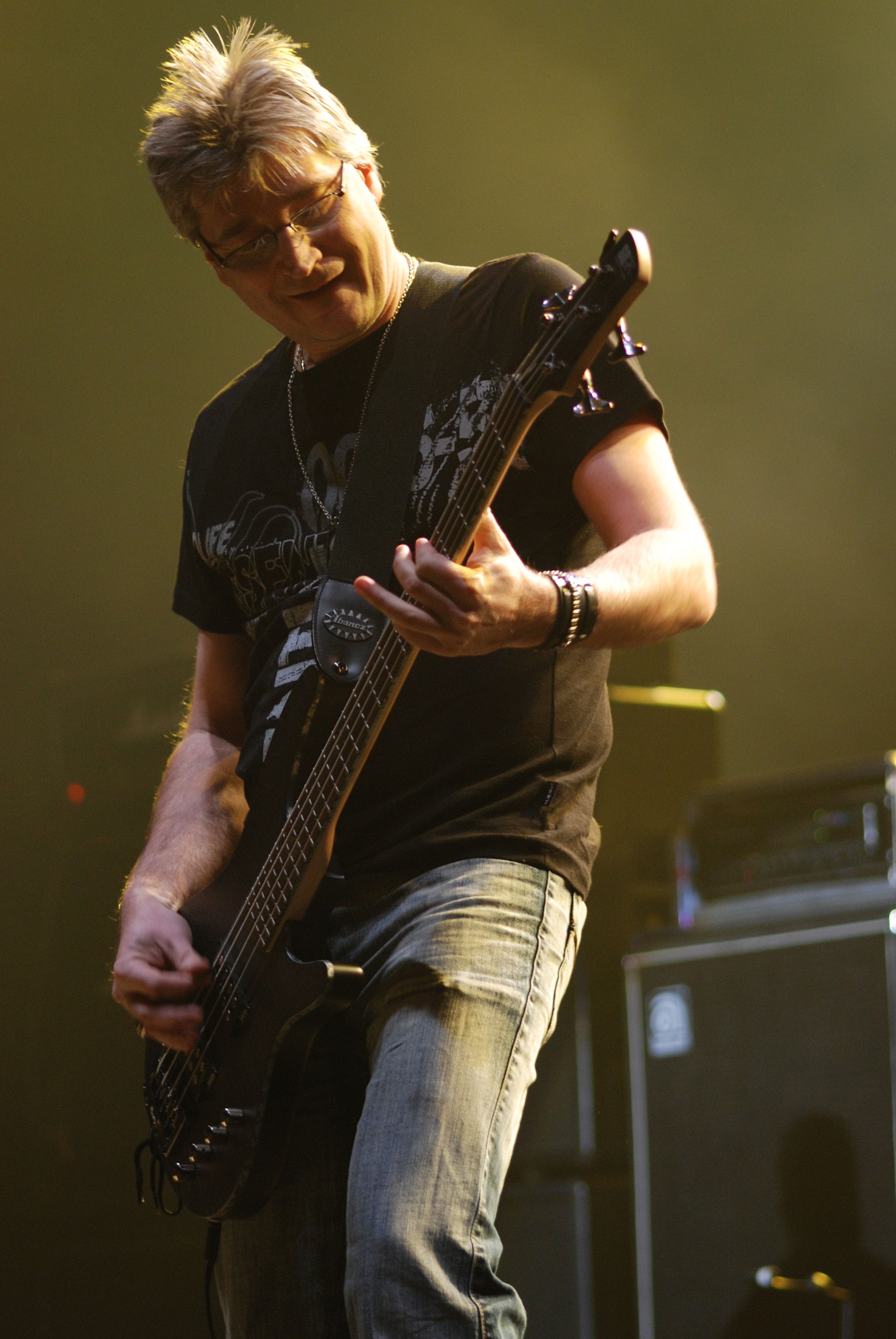
Peter Thorslund

- Michael Stützer - Chitarra (1982-1991,1998-2000,2007-presente)
- Peter Thorslund - Basso (1988-1991,2007-presente)
- Martin Steene - Voce (2023-oggi)
- Kraen Meier - Chitarra (2023-oggi)
- Frederik Kjelstrup Hansen - Batteria (2023-oggi)

### Ex componenti

#### Cantanti
- Per Onink (1982-1983)
- Carsten Lohman (1983-1984)
- Flemming Rönsdorf (1984-1986,1988-2004)
- John Mathiassen (1991)
- Mickey Find (1992)
- Søren Adamsen (2007-2012)
- Michael Bastholm Dahl (2012-2023)

#### Chitarristi
- Morten Stützer (1989-1991,1998-2000,2007-2019)
- Jørgen Sandau (1982-1986,1988)
- Samir Belmaati (1992)
- Kraen Meier (2019-2023)

#### Bassisti
- Morten Stützer (1982-1988,1999)
- Michael "Romchael" Nielsen (1989)
- Mikael Ehlert Hansen (2004)

#### Batteristi
- Carsten Nielsen (1982-1991,2007-2012)
- Henrik Quaade (1986,1991)
- Benny Dallschmidt (1991)
- Sven Olsen (1998)
- Per M. Jensen (1999)
- Anders Gyldenøhr (2004)
- Josua Madsen (2012-2023)

## Discografia

### Album in studio
- 1985 – Fear of Tomorrow
- 1987 – Terror Squad
- 1990 – By Inheritance
- 1999 – B.A.C.K.
- 2009 – When Death Comes
- 2011 – My Blood
- 2013 – Legions
- 2016 – Penalty by Perception
- 2018 – The Face of Fear
- 2021 – X

### Album dal vivo
- 2009 – One Foot in the Grave,The Other One in the Trash
- 2024 –  Raw Live (At Copenhell)

### Raccolte
- 1998 – Terror Squad / Fear of Tomorrow
- 1998 – Deadly Relics
- 2007 – Through the Years (Box set)

### Singoli
- 1990 – Don't Believe/Khomaniac
- 1999 – Jester

## Videografia
- 2008 – One Foot in the Grave,The Other One in the Trash